# SWS Be 4/4
Be 4/4 (nazwa potoczna: Karpfen) – typ szwajcarskiego wagonu tramwajowego, wytwarzanego w latach 1959–1960 w  zakładach SWS dla przedsiębiorstwa Verkehrsbetrieben Zürich z Zurychu.

## Konstrukcja
W związku z planowaną budową kolei miejskiej tramwaje Be 4/4 o numerach 1416–1430 wyposażono w drzwi z wysuwanymi schodkami, dostosowane do wysokich peronów, a z lewej strony nadwozia zastosowano rozwiązania konstrukcyjne umożliwiające łatwe wstawienie dodatkowych drzwi. 
Be 4/4 to jednoczłonowy, jednoprzestrzenny, wysokopodłogowy, silnikowy wagon tramwajowy. Po prawej stronie nadwozia umieszczono troje czteroskrzydłowych drzwi harmonijkowych. Wagon opiera się na dwóch dwuosiowych wózkach napędowych. Każdą oś napędza jeden silnik prądu stałego o mocy 63 kW. W przedziale pasażerskim zamontowano 32 miejsca siedzące. Doczepy odróżniają się od wagonów silnikowych brakiem stanowiska motorniczego, pantografu i większą liczbą miejsc stojących.